# Manlio Giarrizzo
Manlio Gianrizzo (Palermo, 3 gennaio 1896 – Firenze, 13 giugno 1957) è stato un pittore italiano.

## Biografia
Nacque a Palermo il 3 gennaio 1896 figlio del pittore Carmelo Giarrizzo tra i suoi familiari figurano due sorelle anch'esse pittrici Adele Giarrizzo e Maria Giarrizzo.
Nel 1924, dopo avere concluso gli studi all'Istituto d'arte di Palermo fonda il gruppo Artisti siciliani indipendenti e la rivista Aretusa, con Pippo Rizzo, Alfonso Amorelli, Vittorio Corona ed altri. Dopo un primo periodo figurativo si accosta al movimento dei futuristi siciliani ed espone con loro, in una delle innumerevoli Quadriennali di Roma a cui ha partecipato, nel 1935. Nel dopoguerra i suoi dipinti tendono ad una sintesi che va verso un realismo scarno, con pochi tocchi di pennello densi tendenti verso l'astrazione.
Manlio Giarrizzo è stato tra l'altro professore sia all'Accademia di Belle arti di Palermo sia all'Accademia di belle arti di Napoli, dove ha insegnato scenografia dal 1937.

### Premi
Ha ottenuto in vita numerosi premi e riconoscimenti, tra i quali premio pittura alla Esposizione internazionale d'arte di Venezia del 1934, due premi alla Quadriennale di Roma del 1939, - dove espose 25 dipinti in una sala personale (la sala XIV) - e del 1955-1956 e un premio "Città di Reggio Calabria", alla Biennale degli artisti calabresi del 1949.

### Mostre
Espone per la prima volta nel 1925, alla mostra Primaverile siciliana il quadro La notte che ha evidenti influssi espressionisti.
Nel 1930 partecipa alla XVII Esposizione internazionale d'arte di Venezia, mostra che frequenterà altre 7 volteː nel 1932 (XVIII edizione) con 3 opere Albacone, Passeggiata ed Estate, nel 1934 (XIX edizione dove riceve il premio della pittura), nel 1936 (XX edizione) poi nel 1942 (XXIII edizione). Durante questa manifestazione il Ministero dell'educazione nazionale acquista opere di Giarrizzo e di altri, come ci ricorda il Bollettino arte dello stesso ministero, p. 6,, nel 1950 (XXIV edizione). nel 1952 (XXV edizione) e nel 1958 dopo la sua morte quando la XXIX Esposizione internazionale d'arte di Venezia gli dedicherà una retrospettiva, a cura di Lionello Venturi.
Nel 1931 è in mostra alla prima Quadriennale di Roma mostra che frequenterà per sei edizioni consecutive, venendo premiato come già ricordato sia nella III edizione del 1939, sia nella VI edizione del 1955-1956. Ma espone anche nel 1936 a Bruxelles nell'ambito della Exposition universelle et internationale e nel 1937 a Parigi durante l'Exposition Internationale de Arts et Techniques dans la Vie Moderne e in varie altre mostre, tra cui va ricordata la XI mostra Sindacale di Napoli, dove espone una natura morta, documentata da una foto presente all'Archivio del comune di Napoli.

### Opere in musei e collezioni
Numerosi sono i musei e le istituzioni che hanno in collezione ed espongono sue opere dal nuovissimo Polo museale della Campania Museo Napoli Novecento 1910-1980 di Castel Sant'Elmo, alla Galleria d'arte moderna Sant'Anna di Palermo, ai Musei del Castello Sforzesco a Milano che conserva il dipinto e la relativa foto del quadro Sorelle, presentato durante l'Esposizione internazionale d'arte di Venezia del 1936, alla Pinacoteca civica di Reggio Calabria che espone la natura morta, con cui l'autore vinse il premio "Città di Reggio Calabria" nel 1949, alla Provincia regionale di Palermo. La Galleria dell'Accademia di belle arti di Napoli possiede due opere di Manlio Giarrizzoː Pensione Bel Soggiorno, olio su tela, 115x98 cm, e San Francesco, olio su tela, 98x170 cm.